# Mary Finnigan
Pour les articles homonymes, voir Finnigan.
Mary Finnigan est une journaliste et auteure britannique née à Manchester en 1939,.

## Biographie
Mary Finnigan nait à Manchester en 1939, fille naturelle d'un Français inconnu et d'une mère depuis veuve. Après un bref mariage à 18 ans avec Peter Finnigan (dont elle conservera le patronyme), issu d'une riche famille irlandaise et de quinze ans son aîné, elle emménage à Londres avec ses deux enfants et y travaille comme éditorialiste de mode au Daily Mirror et en free-lance pour plusieurs autres médias. Une période d'addiction à la drogue la conduit à être brièvemment incarcérée  à la prison londonienne de Holloway.

### Rencontre avec David Bowie
En 1969, elle vit seule avec ses deux enfants dans un appartement de Beckenham. Elle entend un jour d'avril 1969 David Bowie, alors âgé de 22 ans, chanter une de ses chansons dans une maison voisine. Elle lui offre un thé et du cannabis, puis propose de l'héberger gratuitement — la liaison du chanteur-compositeur avec Hermione Farthingale a pris fin, et il vit sans le sou chez ses parents. Bowie vivra six mois chez elle, et le couple devient amant — même si à cette époque la relation de l'artiste avec Angie Barnett a déjà commencé.
Mary Finnigan monte un club de folk, le Beckenham Arts Lab au pub Three Tuns où Bowie monte sur scène régulièrement. Ils y invitent d'autres artistes, chanteurs — dont Marc Bolan et Peter Frampton —, musiciens, marionnettistes, et y accueillent des conférences du lama Chime Youngdog Rinpoche. Le couple organise le premier Free Festival du Royaume-Uni, à Beckenham le 16 août 1969, qui attire près de 3 000 spectateurs et qui inspirera à Bowie sa chanson Memory of a Free Festival. Chez elle, Bowie écrit plusieurs de ses chansons, notamment Oh! You Pretty Things ou Wild Eyed Boy From Freecloud (dont celle-ci présumément pour son fils Richard).

### Carrière
Initiée par David Bowie, elle se passionne pour le bouddhisme tibétain, sujet sur lequel elle signe régulièrement des articles jusqu'en 2013 dans The Guardian. 
Elle est à partir de 1973 la disciple du lama Sogyal Rinpoché, et contribue au lancement de sa carrière en Europe ; elle s'en détourne en 1979, et pointe plus tard les abus de son comportement de chef de secte charismatique et sa soif de pouvoir, d'argent et de gratification sexuelle. Elle dénonce notamment ses agressions physiques et sexuelles en 2019 dans son livre Sex and Violence in Tibetan Buddhism.

## Ouvrages
- (en) avec Rob Hogendoorn, Sex and Violence in Tibetan Buddhism : The Rise and Fall of Sogyal Rinpoche, juillet 2019
- avec Giovanni Pantano, Faubourg Psychédélique : David Bowie et le Beckenham Arts Lab, Jorvik Press, avril 2019